# Galve
Galve (aragónul Galv) település Spanyolországban, Teruel tartományban. Galve Aguilar del Alfambra, Orrios, Perales del Alfambra, Cañada Vellida, Mezquita de Jarque, Cuevas de Almudén, Jarque de la Val, Hinojosa de Jarque és Camarillas községekkel határos. Lakosainak száma 144 fő (2024).

## Népesség
A település népessége az utóbbi években az alábbiak szerint változott:
| Lakosok száma | 140  | 141  | 136  | 144  | 170  | 164  | 162  | 162  | 150  | 144  |
|               | 2001 | 2004 | 2007 | 2009 | 2012 | 2014 | 2017 | 2019 | 2022 | 2024 |